# Rubus coriifolius
Rubus coriifolius är en rosväxtart som beskrevs av Frederik Michael Liebmann. Rubus coriifolius ingår i släktet rubusar, och familjen rosväxter. Inga underarter finns listade i Catalogue of Life.